# Yacouba Silue
Dognimani Yacouba Silue (1 gennaio 2002) è un calciatore ivoriano, attaccante del Debrecen.

## Carriera
Nella stagione 2020-2021 ha giocato in patria con il SO Armée; il 20 febbraio 2021 si è trasferito nella prima divisione armena allo Širak, club della prima divisione armena, con cui nella seconda metà della stagione ha realizzato una rete in 13 partite di campionato giocate. Nell'estate del 2021 è stato ceduto all'Ararat, altro club della prima divisione armena: qui ha giocato una partita nella Supercoppa d'Armenia (persa contro l'Alaškert), una partita in Coppa d'Armenia e 15 partite (con anche 6 reti segnate) in campionato, facendo inoltre il suo esordio nelle competizioni UEFA per club, dal momento che disputa 4 partite (e mette anche a segno 2 reti) nei turni preliminari dell'edizione inaugurale della Conference League.
Nella sessione invernale del calciomercato viene ceduto al St. Pölten, club della seconda divisione austriaca, con il quale nella seconda metà della stagione realizza 4 reti in 8 partite di campionato giocate; rimane poi in rosa con questo stesso club anche per l'intera stagione 2022-2023, nella quale realizza 5 reti in 27 presenze in campionato, a cui aggiunge anche 2 presenze ed un gol in Coppa d'Austria. Nell'estate del 2023 viene ceduto al Mladost Lučani, club con il quale durante la stagione 2023-2024 realizza 5 reti in 32 presenze nella prima divisione serba; viene poi ceduto a titolo definitivo al Debrecen, con cui nella stagione 2024-2025 mette a segno un gol in 10 presenze nella prima divisione ungherese, venendo poi riconfermato in rosa anche per la stagione 2025-2026.